# Il trenino Thomas - Sono tutte locomotive
Il trenino Thomas - Sono tutte locomotive! è un film animato del 2005, realizzato dalla HiT Entertainment e filmato agli Shepperton Studios a Londra. È narrato in inglese britannico da Micheal Angelis, in inglese americano da Michael Brandon e in italiano da Giorgio Bonino.

## Trama
Sull'Isola di Sodor si sta costruendo un aeroporto per far raggiungere l'Isola a più turisti, ma durante la costruzione ci saranno litigi tra locomotive a vapore e locomotive diesel e verrà una tempesta, che distruggerà il cantiere. Perciò, locomotive a vapore e diesel dovranno aiutarsi a vicenda per concludere il cantiere dell'aeroporto.

## Distribuzione in Italia
In Italia il film è stato trasmesso il 23 novembre 2011 su JimJam e distribuito in DVD insieme a La grande scoperta, film successivo del Trenino Thomas.